# Skender Fabković
Skender Fabković, Miloš Skender Fabković, Škender Fabković (Samobor, 7. svibnja 1826. – Krapina, 6. svibnja 1905.) je bio hrvatski učitelj, pedagog, pisac, novinar i novinski urednik iz Samobora. Bio je jednom od osoba koje su osnovale Hrvatski pedagoško-književni zbor. Prevodio je stručna djela s talijanskoga na hrvatski jezik.

## Životopis
Pohađao je Klasičnu gimnaziju u Zagrebu koju je završio 1843. godine. Fabković je bio vrstan nastavnik i pedagoški pisac. Kao nastavnik službovao je u Rijeci, Virovitici, Karlovcu i najzad u Zagrebu. Suprugom je Marije Fabković rođ. Frechove, Čehinje, prosvjetne radnice i pedagoginje, koju je upoznao u Pragu, a koja se s njime odselila u Hrvatsku. Hrvatsko je domoljublje obilježavalo i njega i suprugu. Pisalo se o njoj „žena je bistra, čelična duha i ushićena srca, koja je prirasla narodu hrvatskom kao vlastita kći.”

## Domoljubni rad
Bio je cijenjeni hrvatski domoljub svog vremena kojeg su poštovali Ante Starčević i Eugen Kvaternik. Starčević, Kvaternik i Fabković su bili nerazdruživim prijateljima kao gimnazijalci, te su ostali najboljim prijateljima do kraja života. Isticao se kao borac i zaljubljenik u hrvatski jezik. Jezikoslovcima u Beču, posebice Đuri Daničiću, rekao je „da se hrvatski jezik ne može zvati drugim imenom negoli hrvatskim”.

## Strukovni rad
U struci se istakao kao vrhunski hrvatski pedagog u području pedagoške teorije i prakse, a uz bok su mu ugledna hrvatska pedagoška imena kao Filipović, Trstenjak, Truhelka, Basariček, Ogrizović, Stojanović i ini. Iznimno glazben, uglazbio je igre koje je njegova supruga Marija pisala za djecu.

## Povijesne nepravde
Godine 1991. je načinjena velika nepravda njemu i spomenu na nj. Iz nepoznatih je razloga 1991. izbrisano njegovo ime iz naziva samoborskih srednjih škola (ondašnji Školski centar „Skender Fabković”, koji se tako zvao 1976. – 1991. godine) i njegovo su poprsje uklonile nepoznate osobe, kao da je bio neki jugokomunistički aparatčik koji je proganjao Hrvate, a ne ugledni pedagog i borac za hrvatski jezik. Nepravda je ispravljena na Svjetski dan učitelja, 5. listopada 2009. godine, te je njegova bista vraćena.

## Zanimljivosti
Kuća Skendera Fabkovića u Taborcu je kurija, drži ju se prvom kategorijom spomeničke vrijednosti, no u tako je lošem stanju da je na rubu da se svaki čas može urušiti.

## Citati
Razbolio se je u prosincu 1904., a umro je u Krapini, te je bio pokopan 8. svibnja 1905. na Mirogoju.